# Dobramyśl
Dobramyśl – wieś w Polsce położona w województwie wielkopolskim, w powiecie leszczyńskim, w gminie Osieczna.

## Zabytki
- zespół pałacowy z drugiej połowy XIX w.[3]
  - Pałac w Dobrejmyśli[4].

W tej miejscowości znajduje się klub Protector.